# Greater Toronto Area

Die Skyline von Toronto

Gebietskarte der Greater Toronto Area

Greater Toronto Area (GTA) ist die verstärkt in den späten 1990er-Jahren aufgekommene Bezeichnung der Metropolregion rund um die kanadische Millionenstadt Toronto und geografisch wie administrativ als bündigere Alternative zu der wesentlich weiter gefassten Golden-Horseshoe-Region in Verwendung. Die GTA im engeren Sinne beschränkt sich demnach auf die Stadt Toronto sowie auf Teile der vier angrenzenden Regionen Regional Municipality of Peel, Regional Municipality of Halton, Regional Municipality of York und Regional Municipality of Durham. Sie umfasst damit eine Fläche von etwa 7.125 Quadratkilometern. Im Jahr 2011 wurden bei einer Volkszählung 6.054.191 Einwohner für die GTA ermittelt, was sie zur größten Metropolregion Kanadas macht. Die Greater Toronto Area zählt zu den am schnellsten wachsenden Metropolregionen Nordamerikas. Einer Langzeitschätzung nach wird für die GTA im Jahr 2025 mit einer Einwohnerzahl von rund 7,7 Millionen Einwohner gerechnet.
In der Greater Toronto Area sind rund 2,9 Millionen Erwerbstätige beschäftigt und über 100.000 Betriebe ansässig. Das Bruttoinlandsprodukt der Region wurde für das Jahr 2009 auf 274 Milliarden Dollar geschätzt, was rund 20 % des Bruttoinlandsproduktes ganz Kanadas entspricht.

## Geschichte
Das Gebiet der heutigen Greater Toronto Area war ursprünglich Heimat verschiedener First Nations (v. a. Neutrale, Seneca und Mohawk, später Irokesen u. Mississaugas), die am Lake Ontario siedelten, lange, bevor im 17. Jahrhundert die ersten Europäer erschienen. Die Gegend oberhalb der Großen Seen erwies sich zunächst für zumeist französische Pelzhändler als reizvoll, die auf die Anbindung an die Wasserwege angewiesen waren und hier auch die ersten Forts errichteten. Die eigentliche Besiedlung vollzog sich schließlich im Anschluss an die Amerikanische Revolution durch Loyalisten und gipfelte im Jahre 1793 in Gouverneur Simcoes Gründung von York – dem späteren Toronto.
→ Geschichte Torontos

→ Geschichte Ontarios

## Wirtschaft

### Produktion und Dienstleistungen
Die Greater Toronto Area gilt als drittgrößtes Produktions-, Dienstleistungs- und Finanzzentrum Nordamerikas. 51 % der beschäftigten sind im Dienstleistungsgewerbe, 19 % im Produktionsgewerbe, 17 % im Einzelhandel, 8 % im Transport- und Kommunikationsgewerbe und 5 % im Baugewerbe beschäftigt. Zur größten Dienstleistungssparte mit 25 % Anteil am Bruttoinlandsprodukt gehört die Bilanzierung und Wirtschaftsprüfung. Dies liegt daran, dass die fünf größten Banken in Kanada ihren Hauptsitz im nahen Financial District in Toronto haben. Des Weiteren befindet sich die größte Börse von Kanada, die Toronto Stock Exchange in Toronto, in welchem auch der wichtige S&P/TSX Composite Index geführt wird. Die TMX Group, welche die Torontoer Börse und die Montreal Exchange betreibt, hat ihren Hauptsitz ebenfalls im Financial District. Die TSX und die TSX Venture Exchange repräsentiert 3.369 Unternehmen, davon mehr als die Hälfte der weltweiten Rohstoffunternehmen, die an der Börse gelistet sind.

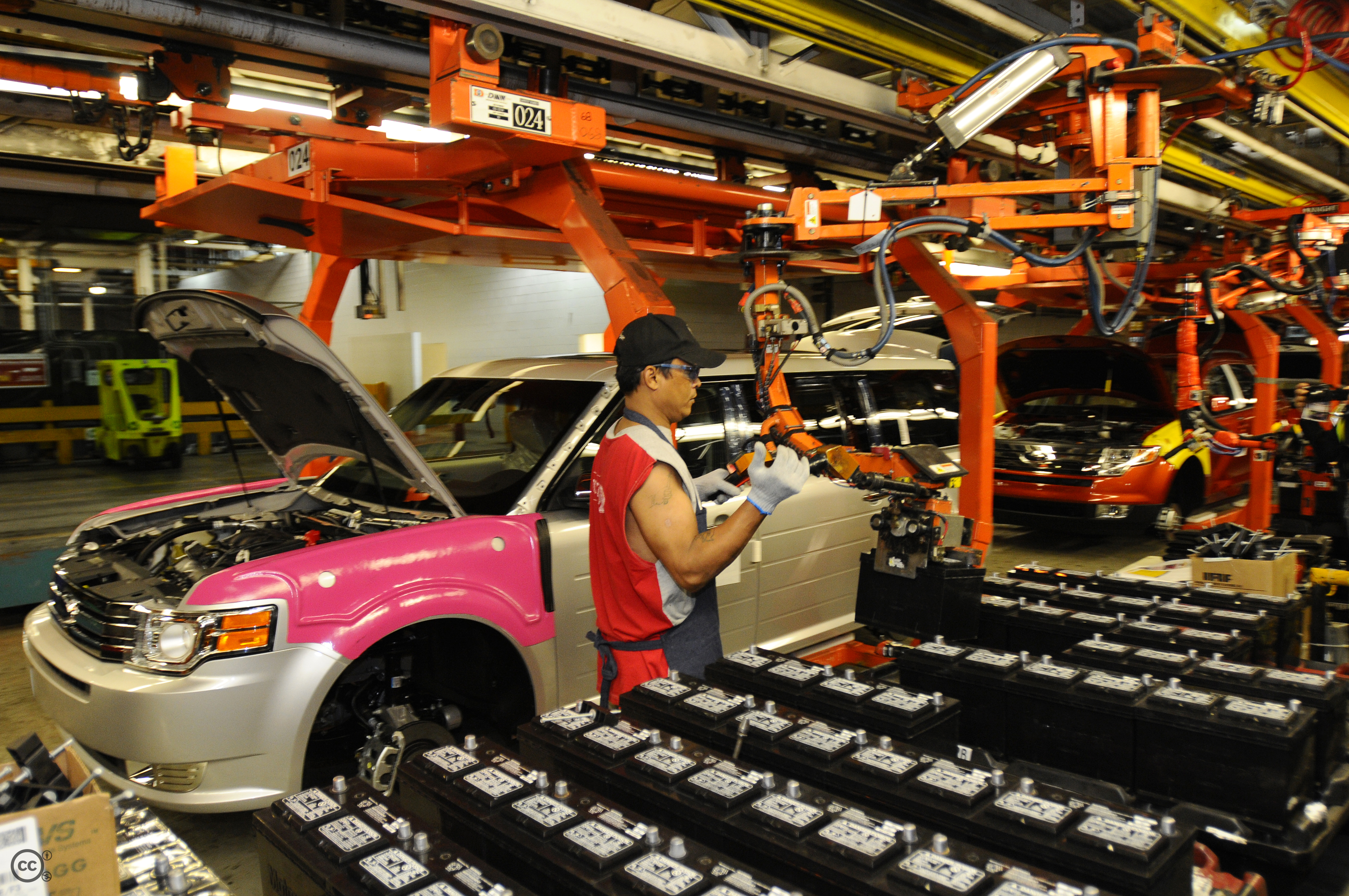
Ein Arbeiter im Oakville Produktionswerk von Ford beim Zusammenbau eines Ford Flex

In Markham haben sich indes mehrere Unternehmen der High Tech Branche angesiedelt, wodurch sich die Gegend um die Stadt zu einem bedeutenden High Tech Standort der Region entwickelte. Neben Unternehmen wie IBM Canada, AMD Canada und Microsoft aus der IT-Branche ist die Greater Toronto Area nach Detroit in den Vereinigten Staaten das zweitgrößte Siedlungsgebiet der Autoindustrie. General Motors, Ford Canada und Chrysler verfügen im Großraum zusammen über sechs Produktionswerke. Honda Canada und Toyota haben ihre Produktionswerke außerhalb der GTA, jedoch in naher Umgebung. Zahlreiche weitere Automobilhersteller, wie General Motors, Ford, Honda, KIA, Mazda, Suzuki, Nissan, Volkswagen, Toyota, Hyundai, Aston Martin, Jaguar, Land Rover, Subaru, Volvo, BMW und Mitsubishi haben ihren kanadischen Hauptsitz in der Greater Toronto Area. Der Automobilzulieferer Magna International wiederum hat seinen Hauptsitz in Aurora. Die Automobilproduktion in der Gegend erwirtschaftet rund 10 % des Bruttoinlandsprodukts in der Region.

### Landwirtschaft
Die Landwirtschaft war lange Zeit ein tragender Wirtschaftsfaktor der Greater Toronto Area. Sie spielt heute jedoch keine so tragende Rolle mehr wie noch vor einigen Jahrzehnten. In der heutigen Landwirtschaft sind sehr wenige Menschen beschäftigt und in nahezu jedem Vorort kann man einen leichten Rückgang von Farmland feststellen. In einigen wenigen Städten jedoch ist Wachstum zu verzeichnen, so etwa in Aurora, Georgina, Newmarket, Oshawa, Richmond Hill und Scugog. Die meisten Ackerflächen befinden sich in der im Osten gelegenen Durham Region, die allein 55 % der Landfläche beherbergt. Nach der Durham Region folgt York, wo 41 % der Landfläche für den Ackerbau genutzt werden. Danach folgt die Peel Region mit 34 % und anschließend die Halton Region mit 41 %.

## Infrastruktur

### Öffentliche Verkehrsmittel
Es gibt eine Vielzahl von Busunternehmen, die öffentlichen Nahverkehr anbieten. Diese unabhängigen Busbetreiber werden durch das Verbundsystem Metrolinx koordiniert. Zu den öffentlichen Betreibern des Nahverkehrs zählen Brampton Transit, Burlington Transit, Durham Region Transit, GO Transit, Milton Transit, MiWay (bedient nur Fahrstrecken in Mississauga), Oakville Transit, Toronto Transit Commission und York Region Transit.

### Autobahnnetz

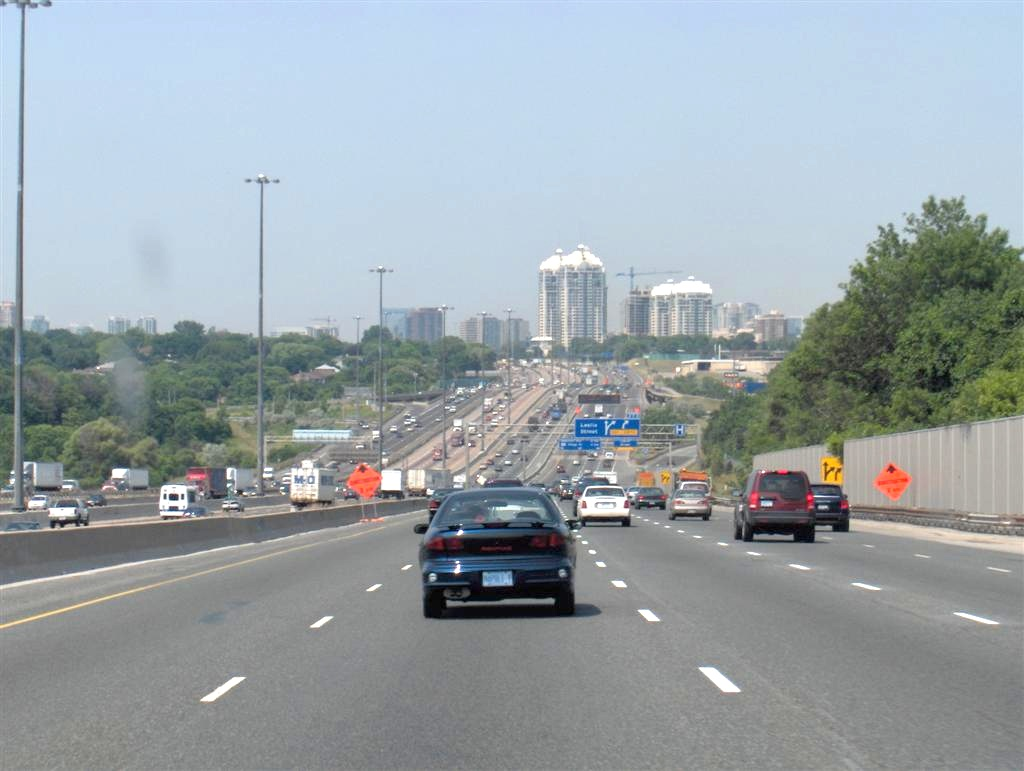
Der Highway 401

Der Großraum Toronto besitzt das größte, dichteste und meistbefahrene Autobahnnetz Kanadas, wobei der Highway 401 zudem die längste Autobahn Ontarios ist und auf bestimmten Abschnitten das höchste Verkehrsaufkommen der Welt verzeichnet.
- Highway 400 – York Region, Toronto
- Highway 401 – Durham Region, Toronto, Peel Region, Halton Region
- Highway 403 – Peel Region, Halton Region
- Highway 404 – York Region, Toronto
- 407 ETR – Durham Region, Peel Region, York Region, Halton Region
- Highway 409 – Toronto, Peel Region
- Highway 410 – Peel Region
- Highway 427 – York Region, Toronto, Peel Region
- Queen Elizabeth Way – Peel Region, Halton Region, Toronto
- Gardiner Expressway – Toronto
- Don Valley Parkway – Toronto
- William R. Allen Road – Toronto

### Flughäfen in der Region
Der von der Greater Toronto Airports Authority (GTAA) betriebene Toronto Pearson International Airport in Mississauga ist Kanadas größter und am stärksten frequentierter Flughafen und zentrales Luftfahrtdrehkreuz des Großraums sowie angrenzender Regionen. Ein weiterer Flughafen ist der John C. Munro Hamilton International Airport, der sich in Hamilton befindet. Auf diesem werden sowohl internationale Flüge als auch Charterflüge durchgeführt, und er dient in erster Linie als Entlastung für den Toronto Pearson International Airport. Ein weiterer Flughafen in der Umgebung ist der auf den Toronto Islands gelegene Flughafen Toronto-City, von dem hauptsächlich Inlandsflüge ausgehen, aber mittlerweile auch immer mehr Ziele in den USA bedient werden.